# Europäisches Übereinkommen über die Staatsangehörigkeit
Das Europäische Übereinkommen über die Staatsangehörigkeit (EuStÄU) vom 6. November 1997 ist ein völkerrechtlicher Vertrag der Mitgliedstaaten des Europarats und weiterer Unterzeichnerstaaten. Er legt Grundsätze betreffend die Staatsangehörigkeit sowie zur Regelung der Wehrpflicht in Fällen der Mehrstaatlichkeit fest, die im innerstaatlichen Recht der Vertragsstaaten umgesetzt werden sollen. Das Übereinkommen trat am 1. März 2000 in Kraft.

## Geschichte
Dem Haager Übereinkommen über einzelne Fragen beim Konflikt von Staatsangehörigkeitsgesetzen des Völkerbundes von 1930 folgte im Jahr 1963 das Übereinkommen über die Verringerung der Mehrstaatigkeit und über die Wehrpflicht der Mehrstaater des Europarats. Insbesondere der Bereich mehrfacher Staatsangehörigkeit war Gegenstand von Änderungs- und Zusatzprotokollen aus den Jahren 1977 und 1993. Mit den seit 1989 in Mittel- und Osteuropa eintretenden demokratischen Veränderungen entwarfen fast alle diese Staaten neue Staatsangehörigkeits- und Ausländergesetze, die zu dem Europäischen Übereinkommen über die Staatsangehörigkeit vom 6. November 1997 führten.
Mit diesem Übereinkommen fand erstmals eine umfassende völkervertragsrechtliche Regelung staatsangehörigkeitsrechtlicher Fragen durch eine europaweite Angleichung grundlegender staatsangehörigkeitsrechtlicher Prinzipien und Regelungen statt. Dazu zählt etwa das Prinzip der Vermeidung von Mehrstaatigkeit.

## Inhalt
- Präambel
- Kapitel I – Allgemeines
  - Art. 1 Gegenstand des Übereinkommens
  - Art. 2 Begriffsbestimmungen
- Kapitel II – Allgemeine Grundsätze zur Staatsangehörigkeiten
  - Art. 3 Zuständigkeit des Staates
  - Art. 4 Grundsätze
  - Art. 5 Nichtdiskriminierung
- Kapitel III – Vorschriften über die Staatsangehörigkeiten
  - Art. 6 Erwerb der Staatsangehörigkeit
  - Art. 7 Verlust der Staatsangehörigkeit kraft Gesetzes oder auf Veranlassung eines Vertragsstaats[11]
  - Art. 8  Verlust der Staatsangehörigkeit auf Veranlassung der Person
  - Art. 9 Wiedererwerb der Staatsangehörigkeit
- Kapitel IV – Verfahren in Bezug auf die Staatsangehörigkeit
  - Art. 10 Bearbeitung der Anträge
  - Art. 11 Entscheidungen
  - Art. 12 Recht auf eine Überprüfung
  - Art. 13 Gebühren
- Kapitel V – Mehrstaatigkeit
  - Art. 14 Fälle von Mehrstaatigkeit kraft Gesetzes
  - Art. 15 Andere mögliche Fälle von Mehrstaatigkeit
  - Art. 16 Beibehaltung der bisherigen Staatsangehörigkeit
  - Art. 17 Rechte und Pflichten im Zusammenhang mit Mehrstaatigkeit
- Kapitel VI – Staatennachfolge und Staatsangehörigkeiten
  - Art. 18 Grundsätze
  - Art. 19 Regelung durch Völkerrechtliche Vereinbarung
  - Art. 20 Grundsätze für Personen, die keine Staatsangehörigen sind
- Kapitel VII – Wehrpflicht in Fällen von Mehrstaatigkeit
  - Art. 21 Erfüllung der Wehrpflicht
  - Art. 22 Befreiung von der Wehrpflicht oder vom Zivilersatzdienst
- Kapitel VIII – Zusammenarbeit zwischen den Vertragsstaaten
  - Art. 23 Zusammenarbeit zwischen den Vertragsstaaten
  - Art. 24 Informationsaustausch
- Kapitel IX – Anwendung des Übereinkommens
  - Art. 25 Erklärungen zur Anwendung des Übereinkommens
  - Art. 26 Auswirkungen des Übereinkommens
- Kapitel X – Schlussklauseln
  - Art. 27 Unterzeichnung und Inkrafttreten
  - Art. 28 Beitritt
  - Art. 29 Vorbehalte[12]
  - Art. 30 Räumlicher Geltungsbereich
  - Art. 31 Kündigung
  - Art. 32 Notifikationen des Generalsekretärs

## Grundsätze
Gemäß Art. 6 EUStAÜ und dem Grundsatz der allgemeinen Souveränität der Staaten nach Art. 3  EUStAÜ bestimmen die Vertragsstaaten weiterhin selbstständig, in welcher Art und Weise sie die Vorgaben dieses Übereinkommens umsetzen. Grundsätzlich sehen alle Vertragsstaaten dabei Regelungen zur Vermeidung von Staatenlosigkeit bei der Geburt vor. Diese folgen sowohl dem Prinzip des ius sanguinis als auch dem Prinzip des ius soli.

## Nationales Recht
Die letztendliche Entscheidung über die Gewährung der Staatsangehörigkeit liegt auch beim EUStAÜ im Ermessen der Vertragsstaaten. Die im EUStAÜ definierten Erwerbstatbestände verbinden Elemente des ius sanguinis und des ius soli, wobei das Abstammungsprinzip als Anknüpfungspunkt vorrangig für im Inland geborene Kinder dient, ius soli zumindest der Vermeidung von Staatenlosigkeit.  Nach Art. 29 EUStAÜ sind bei der Umsetzung in nationales Recht außerdem Vorbehalte zu Art. 6 EUStAÜb möglich.
Die Staatsangehörigkeit kann in Bezug auf den Zeitpunkt des Erwerbs bei der Geburt oder nachträglich erworben werden. Der Erwerb der Staatsangehörigkeit bei der Geburt kann entweder nach dem Abstammungsprinzip (ius sanguinis) oder dem Geburtsortprinzip (ius soli) erfolgen. Nach ius sanguinis wird die Staatsangehörigkeit aufgrund der Abstammung von einem Staatsangehörigen erworben, nach ius soli aufgrund der Geburt innerhalb des jeweiligen staatlichen Territoriums.
Für das Prinzip des ius soli können weiterhin zwei Formen unterschieden werden. Die erste Form bezieht sich auf den Erwerb der Staatsangehörigkeit unmittelbar zum Zeitpunkt der Geburt. Dieser Erwerb kann automatisch erfolgen, an eine bestimmte rechtmäßige Aufenthaltszeit der Eltern gebunden sein oder im Falle des doppelten ius soli erst den Kindern der dritten Generation ausländischer Staatsbürger verliehen werden. Die zweite Ausprägung des ius soli bezieht sich auf den nachträglichen Erwerb der Staatsangehörigkeit durch eine vereinfachte spätere Einbürgerung oder nachträgliche Verleihung, die an ein bestimmtes Alter oder eine Willenserklärung gebunden ist.

### Deutschland
Die deutsche Staatsangehörigkeit wird primär durch Abstammung von zumindest einem deutschen Elternteil erworben (§ 3 Abs. 1 Nr. 1, § 4 Abs. 1 Satz 1 StAG).
Das deutsche Staatsangehörigkeitsgesetz (StAG) sieht auch einen ius soli-Erwerbstatbestand vor. Ausländische Kinder, die innerhalb des deutschen Staatsgebietes geboren werden, erhalten zusätzlich zu der aufgrund des Abstammungsprinzips erworbenen ausländischen Staatsangehörigkeit die deutsche Staatsangehörigkeit unter den Voraussetzungen des § 4 Abs. 3 StAG. Zur Vermeidung von Mehrstaatigkeit müssen nicht im Inland aufgewachsene Kinder jedoch nach Vollendung des 21. Lebensjahres erklären, ob sie die deutsche oder die ausländische Staatsangehörigkeit behalten wollen (Optionspflicht gem. § 29 Abs. 1 Satz 1 Nr. 2, Satz 2 StAG). Wer erklärt, dass er die ausländische Staatsangehörigkeit behalten will, verliert die deutsche (§ 29 Abs. 2 StAG).
Künftig sollen auch in Deutschland geborene Kinder ausländischer Eltern zusätzlich die deutsche Staatsangehörigkeit durch Geburt und ohne jeglichen Vorbehalt dauerhaft erwerben.

### Österreich
Das österreichische Recht sieht in § 8 des Staatsbürgerschaftsgesetzes 1985 lediglich eine durch den Beweis des Gegenteils widerlegliche Rechtsvermutung zugunsten der österreichischen Staatsangehörigkeit kraft Abstammung in bestimmten Fällen ungeklärter Staatsangehörigkeit (z. B. bei Findelkindern) vor, jedoch keinen Erwerbsgrund.
Um zu vermeiden, dass eine Person in mehreren Staaten den Militärdienst ableisten muss, ist Österreich auf völkerrechtlicher Ebene unter anderem dem Europäischen Übereinkommen über die Staatsangehörigkeit beigetreten. Mit Argentinien und der Schweiz wurden bilaterale Abkommen abgeschlossen. Wehrpflichtige österreichische Staatsbürger mit Doppel- oder Mehrfachstaatsbürgerschaft müssen den Militärdienst in Österreich ableisten, wenn der weitere Staatsbürgerschaftsstaat keine der internationalen Abkommen ratifiziert hat, denen Österreich beigetreten ist oder sie durch die Bestimmungen des jeweils anzuwendenden Abkommens den (Grund-)Wehrdienst in einem anderen Land als Österreich leisten müssen. Eine Befreiung von der Verpflichtung zur Leistung des Präsenzdienstes in Österreich aufgrund eines bereits im Ausland abgeleisteten Militärdienstes ist nach Ermessen möglich. Von der Einberufung zum Präsenzdienst in Österreich sind Wehrpflichtige ausgeschlossen, die 
nach Maßgabe völkerrechtlicher Verpflichtungen von der Leistung eines Wehrdienstes befreit sind (§ 25 Abs. 1 Nr. 3b des Wehrgesetzes 2001).